# Заможное (Глобинский район)
Заможное (укр. Заможне) — село,
Заможненский сельский совет,
Глобинский район,
Полтавская область,
Украина.
Код КОАТУУ — 5320682501. Население по переписи 2001 года составляло 533 человека.
Является административным центром Заможненского сельского совета, в который, кроме того, входят сёла
Глубокое,
Глушково и
Глушково-Второе.

## Географическое положение
Село Заможное находится на правом берегу реки Псёл, выше по течению на расстоянии в 1 км расположено село Глубокое, ниже по течению на расстоянии в 8 км расположено село Манжелия.

## История
- Основано как село Броварки.
- 1964 — переименовано в село Заможное.

## Экономика
- Молочно-товарная ферма.
- АФ «Заможное».
- «Юни-Грейн», ООО.

## Объекты социальной сферы
- Школа І—ІІ ст.
- Дом культуры.